# Vidua
Genre
Vidua est un genre de passereaux comprenant des oiseaux nommés combassous et veuves. Les mâles ont la particularité de revêtir un plumage à dominante noire lors de la période de reproduction, d'où le nom de veuve. Autre particularité : tous les membres de la famille des Viduidae, dont par exemple le Combassou du Sénégal, sont parasitiques et pondent leurs œufs dans le nid d'autres oiseaux de la famille des Estrildidae. 

## Liste des espèces
D'après la classification de référence (version 5.2, 2015) du Congrès ornithologique international (ordre phylogénique) :
- Vidua chalybeata – Combassou du Sénégal
- Vidua purpurascens – Combassou violacé
- Vidua raricola – Combassou jambandou
- Vidua larvaticola – Combassou barka
- Vidua funerea – Combassou noir
- Vidua codringtoni – Combassou de Codrington
- Vidua wilsoni – Combassou de Wilson
- Vidua nigeriae – Combassou du Nigéria
- Vidua maryae – Combassou du Jos
- Vidua camerunensis – Combassou du Cameroun
- Vidua macroura – Veuve dominicaine
- Vidua hypocherina – Veuve métallique
- Vidua fischeri – Veuve de Fischer
- Vidua regia – Veuve royale
- Vidua paradisaea – Veuve de paradis
- Vidua orientalis – Veuve à collier d'or
- Vidua interjecta – Veuve nigériane
- Vidua togoensis – Veuve du Togo
- Vidua obtusa – Veuve de Chapin